# Chimères (jeu de rôle)
Pour les articles homonymes, voir Chimère.
Chimères est un jeu de rôle écrit par Jean-Luc Bizien, Frédéric Weil, Valérie Bizien, et Stéphane Adamiak,. Il est illustré par Didier Graffet. Publié en 1994 par Multisim, il a reçu le prix Casus Belli du meilleur jeu de rôle,.

## Historique
Chimères fait suite au jeu de rôle Hurlements, mais n'est en aucune manière une nouvelle édition de ce dernier. Il n'a pas connu le succès de son prédécesseur.

## Univers
Les joueurs interprètent les membres d'une caravane de troubadours, au Moyen Âge, qui se transforment en animaux et suivent un chemin initiatique vers la vérité,.

## Système de jeu
Très littéraire et poétique, le jeu laisse la part belle à l'improvisation, du meneur de jeu comme des joueurs[réf. nécessaire]. Les règles ne sont là qu'au "cas où" il faille absolument déterminer précisément le résultat d'une quelconque action. Une originalité est que la création du personnage et certaines actions sont déterminées par l'utilisation d'un jeu de Tarot.

## Gamme
- Chimères, Multisim, 1994  (ISBN 2-909934-13-6)
- Écran, Multisim, 1994  (ISBN 2-909934-15-2)
- Jeu de l'Initié, Multisim, 1994
- Anteros, Multisim, 1994  (ISBN 2-909934-17-9)
- À la Croisée des Chemins, Multisim, 1995  (ISBN 2-909934-27-6)

## Distinctions
Chimères est couronné "Meilleur jeu de rôle, français ou étranger" paru durant l'année 1994, dans le cadre du Trophée 1994 du jeu de rôle, décerné par les lecteurs du magazine Casus Belli.